# Königreich Libyen
Das Königreich Libyen (arabisch المملكة الليبية al-Mamlaka al-Lībiyya, DMG al-mamlaka al-lībīya; Zentralatlas-Tamazight ⵜⴰⴳⵍⴷⵉⵜ ⵏ ⵍⵉⴱⵢⴰ Tageldit n Libya; italienisch Regno di Libia) war ein Staat in Nordafrika auf dem Gebiet des heutigen Libyen. Das Königreich wurde am 24. Dezember 1951 mit Idris als König gegründet. Bis zur Verfassungsänderung vom 25. April 1963 galt zunächst die Bezeichnung Vereinigtes Königreich Libyen (arabisch المملكة الليبية المتحدة al-Mamlaka al-Lībiyya al-Muttahida, DMG al-mamlaka al-lībīya al-muttaḥida; italienisch Regno Unito di Libia). Am 1. September 1969 wurde das Königreich Libyen durch einen Putsch unter Muammar al-Gaddafi abgeschafft, der die Libysche Arabische Republik ausrief.

## Geschichte

### Vorgeschichte
Nach der Niederlage Italiens im Zweiten Weltkrieg wurde die Verwaltung Italienisch-Libyens von den Vereinten Nationen an Frankreich (Fessan) und das Vereinigte Königreich (Kyrenaika und Tripolitanien) übergeben. Am 21. November 1949 verabschiedete die Generalversammlung der Vereinten Nationen eine Resolution, nach der Libyen vor 1952 unabhängig werden sollte. Am 24. Dezember 1951 wurde das Land mit dem vom Vereinigten Königreich eingesetzten König Idris aus der Sanusiya-Dynastie zur konstitutionellen Monarchie erklärt.

### Oktober-Verfassung

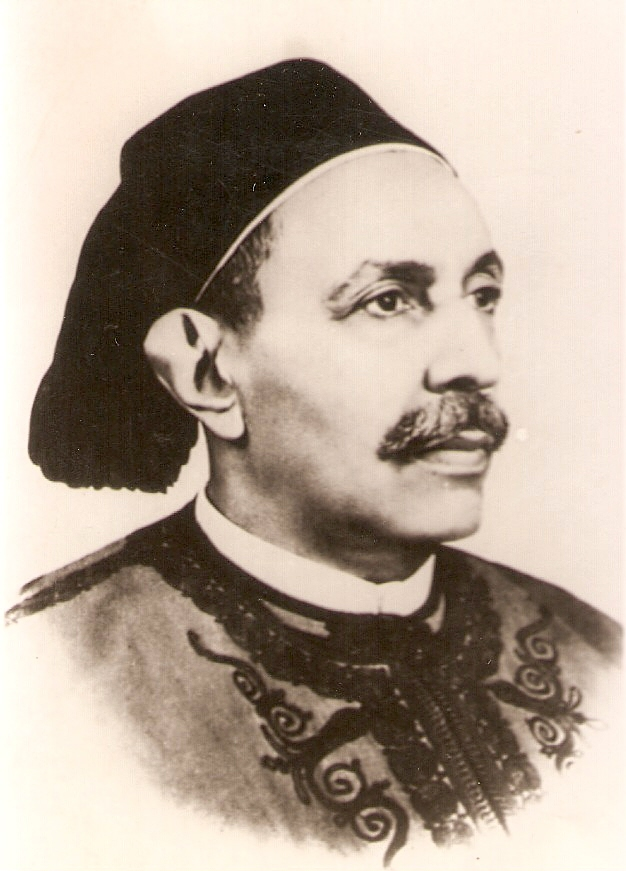
König Idris zum Zeitpunkt der Unabhängigkeit Libyens (1951)

Nach der Verfassung vom 7. Oktober 1951 war Libyen eine föderale Monarchie mit König Idris als Staatsoberhaupt, dessen designierter Nachfolger aus seiner Familie stammen sollte. Die wesentliche politische Macht lag beim König. Die Exekutive der Regierung bestand aus einem Ministerpräsidenten und dem Ministerrat, die vom König ernannt wurden, und auch gegenüber der Abgeordnetenkammer, dem Unterhaus des Zweikammersystems, verantwortlich waren. Der Senat, auch Oberhaus genannt, bestand aus acht Vertretern aus jeder der drei Provinzen. Die Hälfte der Senatoren wurden vom König ernannt, der auch das Veto-Recht bei Gesetzesinitiativen besaß und das Unterhaus auflösen konnte. Die lokale Autonomie der drei Provinzen wurde von den jeweiligen Regierungen und Parlamenten ausgeübt. Bengasi und Tripolis dienten abwechselnd als Hauptstadt des Landes. Zu dem Zeitpunkt war das Königreich eine Föderation der drei historischen autonomen Gebiete Fessan, Kyrenaika und Tripolitanien und nannte sich Vereinigtes Königreich Libyen.

### Innere Entwicklung

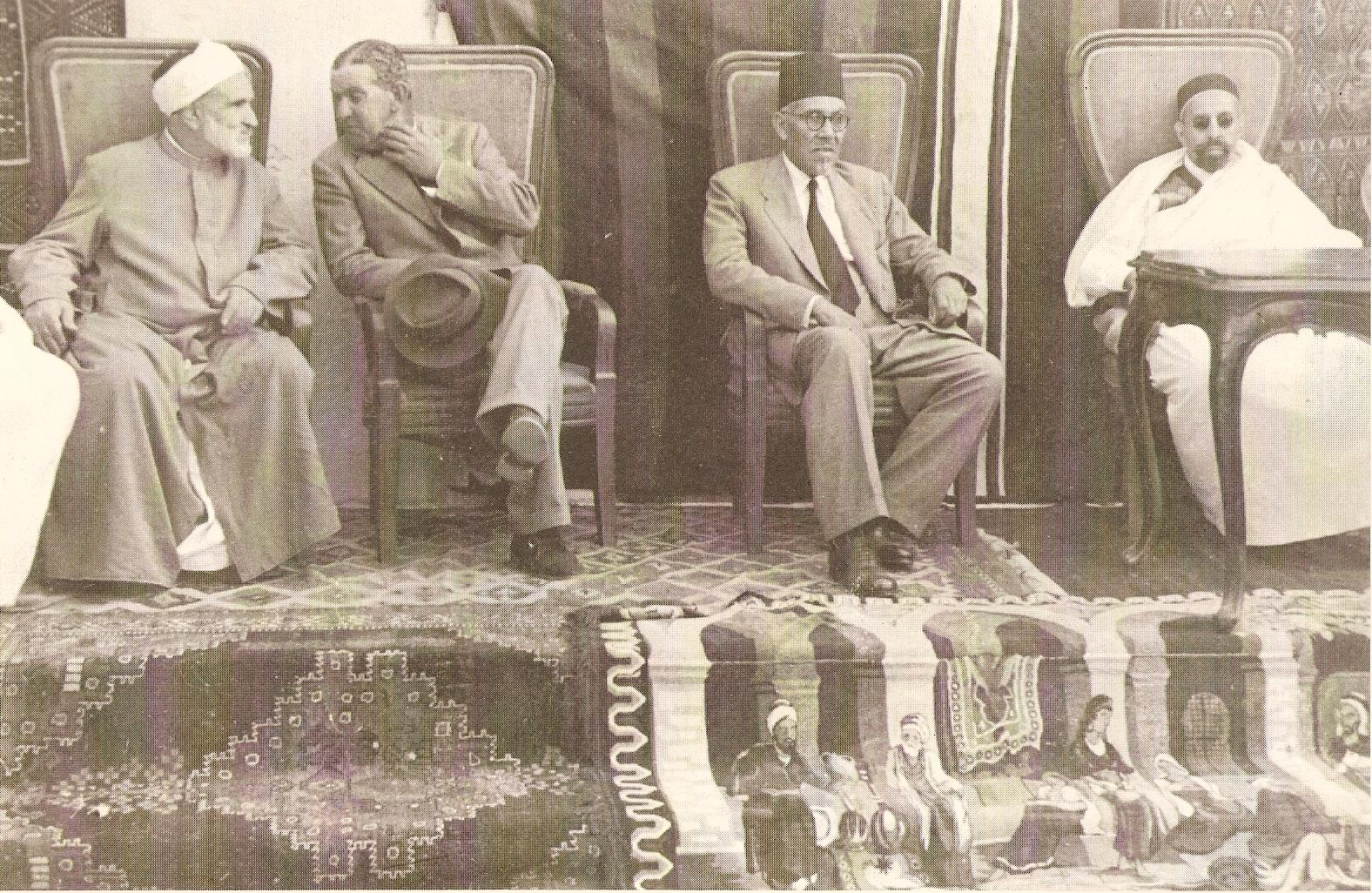
Mohammed Abu al As'ad Al Alem, Mufti von Tripolis; Bashir es Saadawi, britischer Gouverneur von Homs; Präsident der Mu'tamarpartei und Emir Idris von Kyrenaika im Juli 1949

Nach den ersten Parlamentswahlen vom 19. Februar 1952 wurden die politischen Parteien abgeschafft. Die Nationale Kongresspartei, die gegen eine föderale Staatsform gekämpft hatte, wurde verboten und Bashir es Sadawi wurde verbannt.
Für die Provinzen waren ihre eigenen Angelegenheiten wichtiger als nationale Zusammenarbeit, so lagen die Bundes- und die Landesregierungen oft im Streit über ihre jeweiligen Befugnisse.
Um die Frage der Thronfolge zu regeln, bestimmte Idris 1953 seinen 60-jährigen Bruder zu seinem Nachfolger. Als dieser starb, ernannte der König seinen Neffen Prinz Hasan Rida zu seinem Nachfolger.

### Außenpolitik

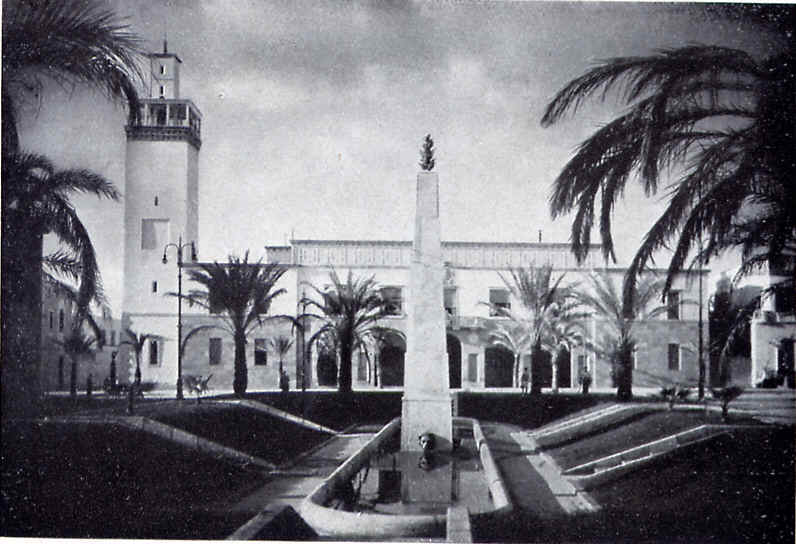
Der königliche Al-Manar-Palast im Zentrum von Bengasi war der erste Campus der Universität von Libyen, die durch ein königliches Dekret von 1955 gegründet wurde.

In der Außenpolitik nahm Libyen eine pro-westliche Haltung an und strebte die Vermeidung von Grenzkonflikten mit den Nachbarstaaten an. Zunächst orientierte sich das Land am mächtigen Nachbarn Ägypten unter König Faruq, welcher Entwicklungshilfe leistete. Am 28. März 1953, zwei Jahre nach der Unabhängigkeit, wurde Libyen Mitglied der Arabischen Liga.
Im selben Jahr schloss Libyen einen 20-jährigen Bündnis- und Freundschaftsvertrag mit dem Vereinigten Königreich, das als Gegenleistung für die finanzielle und militärische Unterstützung Militärstützpunkte errichten durfte. 1954 unterzeichnete Libyen einen ähnlichen Vertrag mit den Vereinigten Staaten, nach dem diese ebenfalls Militärbasen als Gegenleistung für ihre Wirtschaftshilfe einrichten durften. Die wichtigste der US-Militärbasen war die strategisch bedeutende Wheelus Air Base in der Nähe von Tripolis, die in den 1950er und 1960er Jahren benutzt wurde. In der Sahara wurden Sperrgebiete eingerichtet, die von in Europa stationierten britischen und US-amerikanischen Militärflugzeugen als Übungsraum genutzt wurden.
Libyen suchte enge Beziehungen mit Frankreich, Italien, Griechenland und der Türkei, und begründete 1955 diplomatische Beziehungen mit der Sowjetunion, lehnte aber ein sowjetisches Angebot zur Wirtschaftshilfe ab.
Als Teil eines Unterstützungspaketes stimmte das UN Technical Assistance Board der Finanzierung eines technischen Hilfsprogrammes zur Entwicklung der Landwirtschaft und Bildung zu. Die Universität von Libyen wurde 1955 durch ein königliches Dekret in Bengasi gegründet. Ausländische Mächte, vor allem das Vereinigte Königreich und die Vereinigten Staaten, leisteten Entwicklungshilfe. Obwohl wirtschaftliche Verbesserung eintraten, kam die wirtschaftliche Entwicklung nur langsam voran und Libyen blieb als armes und unterentwickeltes Land auf ausländische Hilfe angewiesen.

### Nationale Entwicklung

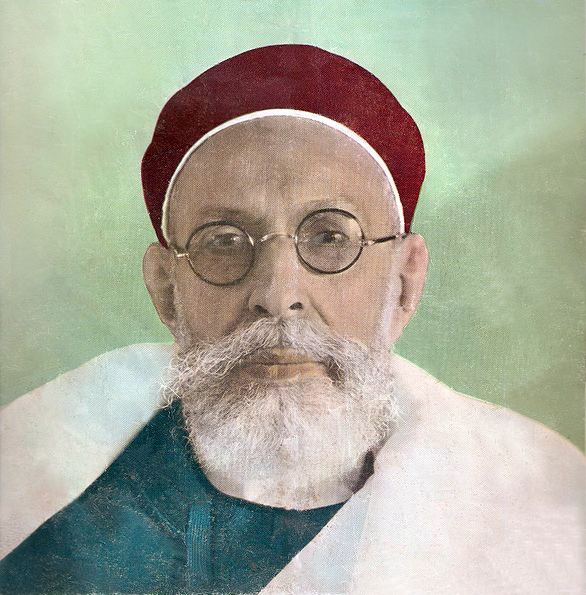
Idris I., König von Libyen (1965)

Diese Situation änderte sich im Juni 1959, als Mitarbeiter von Esso reiche Erdölvorkommen in Kyrenaika entdeckten. Dem folgten weitere Entdeckungen im Land, was zu einem Wirtschaftswachstum führte, wobei 50 Prozent der Exportgewinne an die Regierung gingen. Auf dem Erdölmarkt lagen Libyens Vorteile nicht nur in der Quantität, sondern auch in der hohen Qualität des Rohöls, ein weiterer Vorteil war Libyens Nähe und direkte Anbindung durch den Seeweg an Europa.
Durch die Entdeckung und Ausbeutung der Erdölvorkommen wurde das weiträumige, dünn besiedelte und verarmte Land eine wohlhabende Nation mit Potenzial für einen langanhaltenden Wirtschaftsaufschwung, womit die Erdölfunde einen wichtigen Wendepunkt in der Geschichte Libyens darstellten. Libyens Erdölgesetz, das 1955 in Kraft trat, wurde 1961 und 1965 geändert, um den Anteil der Einnahmen zugunsten der libyschen Regierung zu erhöhen.
Da die Förderung der Erdölvorkommen in den frühen 1960er Jahren andauerte, leitete Libyen seinen ersten Fünfjahresplan von 1963 bis 1968 ein. Eine negative Folge des Erdölreichtums war jedoch ein Rückgang der landwirtschaftlichen Produktion, die vernachlässigt wurde. Die Innenpolitik in den drei Provinzen blieb zwar stabil, jedoch erwies sich die föderale Regierung als ineffizient und schwerfällig.
Im April 1963 sicherte sich Ministerpräsident Muhi ad-Din Fikini die Verabschiedung eines Gesetzesentwurfes durch das Parlament und die Zustimmung des Königs, nach dem die föderale Regierung abgeschafft und ein monarchischer Einheitsstaat geschaffen wurde. Durch die Gesetzgebung wurden die historischen Provinzen Kyrenaika, Tripolitanien und Fessan abgeschafft und durch zehn neue Provinzen ersetzt, die jeweils von einem ernannten Gouverneur regiert wurden. Die Regierung änderte die Verfassung im Jahre 1963 und vollzog so den Wechsel von einem föderalen zu einem Zentralstaat.

### Internationale Beziehungen

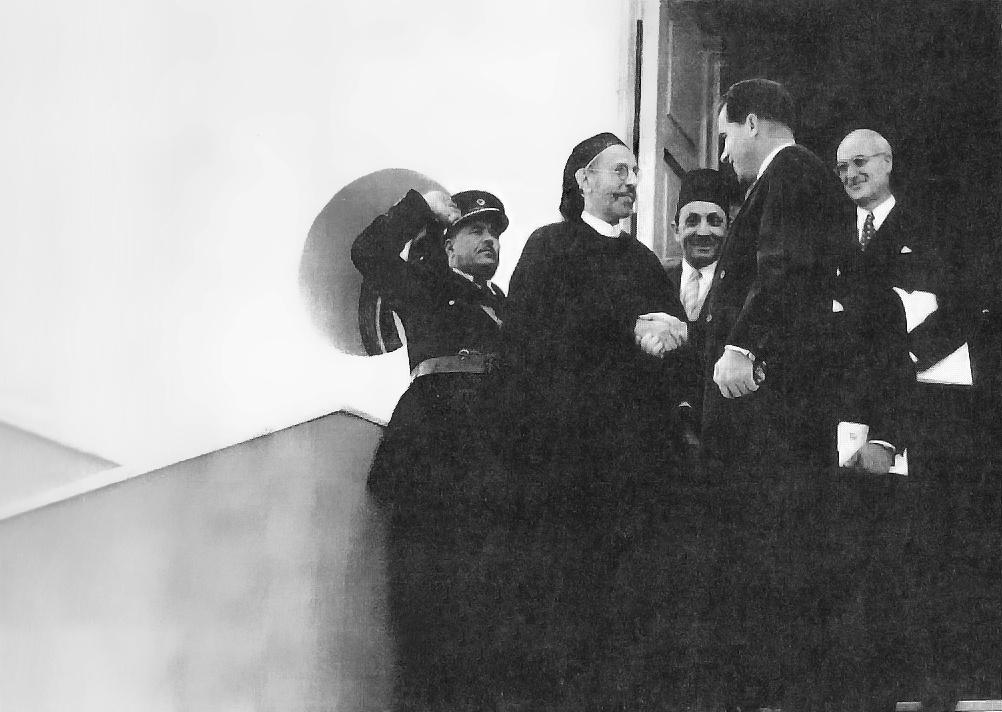
König Idris und der US-amerikanische Vizepräsidenten Richard Nixon im März 1957

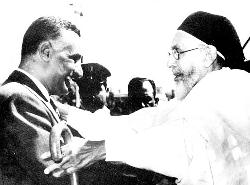
König Idris und Ägyptens Präsident Gamal Abdel Nasser 1967

Mit seinen Nachbarstaaten hatte Libyen keinerlei Grenzstreitigkeiten. Libyen war eines der 30 Gründungsmitglieder der Organisation für Afrikanische Einheit (OAU), die am 25. Mai 1963 in Addis Abeba gegründet wurde, und im November 1964 beteiligte sich Libyen mit Marokko, Algerien, Tunesien bei der Bildung eines beratenden Ausschusses für die wirtschaftliche Zusammenarbeit zwischen den nordafrikanischen Staaten. Obwohl es arabische Bewegungen wie die marokkanischen und algerischen Unabhängigkeitsbewegungen unterstützte, beteiligte sich Libyen kaum am Nahostkonflikt oder den panarabischen Bewegungen der 1950er und frühen 1960er Jahre.
Dennoch gewann der arabische Nationalismus, unterstützt durch Ägyptens Präsident Gamal Abdel Nasser, an Einfluss auf die Politik Libyens und die jüngere Generation. Als Reaktion auf anti-westliche Proteste im Jahr 1964 forderte die im Grunde pro-westliche Regierung Libyens die Räumung der britischen und US-amerikanischen Militärstützpunkte bereits vor dem Ende der Verträge. Die meisten britischen Truppen wurden im Jahre 1966 zurückgezogen, obwohl die Räumung der ausländischen militärischen Anlagen, einschließlich der Wheelus Air Base, erst im März 1970 abgeschlossen wurde.
Der Sechstagekrieg von 1967 zwischen Israel und seinen arabischen Nachbarn löste starke Reaktionen in Libyen aus, vor allem in Tripolis und Bengasi, wo Hafenarbeiter und Studenten an gewalttätigen Demonstrationen beteiligt waren. Die Botschaft Großbritanniens und der Vereinigten Staaten sowie die Büros der Ölgesellschaften wurden beim Aufruhr beschädigt. Die Mitglieder der kleinen jüdischen Gemeinde wurden ebenfalls angegriffen, woraufhin die meisten libyschen Juden auswanderten. Nachdem die Regierung die öffentliche Ordnung wiederhergestellt hatte, scheiterte jedoch der Versuch, die libyschen Streitkräfte zu modernisieren und zu reformieren an der ineffizienten libyschen Bürokratie und der konservativen Opposition.
Obwohl Libyen einer der größten Unterstützer der pan-arabischen Bewegung war, spielte das Land keine bedeutende Rolle in der arabischen Politik. Auf der arabischen Gipfelkonferenz in Khartum im September 1967 vereinbarte Libyen zusammen mit Saudi-Arabien und Kuwait die von Israel besiegten Staaten Ägypten, Syrien und Jordanien durch großzügige Subventionen aus Öleinnahmen wirtschaftlich zu unterstützen. Auf der Konferenz schlug König Idris außerdem vor, durch kollektive Maßnahmen den Ölpreis auf dem Weltmarkt zu erhöhen. Dennoch setzte Libyen auf seine enge Verbundenheit mit dem Westen, während es innenpolitisch einen wesentlich konservativeren Kurs einschlug.

### Reformversuche
Nach der Bildung des libyschen Einheitsstaates im Jahr 1963 versuchte Idris’ Regierung, einen libyschen Nationalismus zu beschwören, um die Unterstützung der Monarchie in der Bevölkerung zu stärken. Aber Idris selbst kam in erster Linie aus Kyrenaika und nicht aus Tripolitanien. So lagen seine politischen Interessen im Wesentlichen in Kyrenaika und er verstand es, seine durch die Verfassung gegebene Macht zugunsten seiner Heimat Kyrenaika, der er durch seinen Status als Emir verbunden war, zu nutzen. Idris’ pro-westliche Sympathien und seine Identifikation mit dem konservativen arabischen Block stießen besonders bei der zunehmend politisierten städtischen Führungsschicht, die ein blockfreies Libyen anstrebten, auf Widerstand. Im Bewusstsein der Möglichkeiten ihres Landes durch den natürlichen Rohstoffreichtum, wussten viele Libyer, dass diese Vorteile bei der Bevölkerung nicht ankamen. Die zunehmende Unzufriedenheit in der Bevölkerung führte zusammen mit der Korruption und der ineffizienten Bürokratie zu einer verstärkten Orientierung an der pan-arabischen Ideologie Nassers, insbesondere unter den jungen Offizieren der Streitkräfte.
Entfremdet vom bevölkerungsreichsten Teil des Landes und von einer jüngeren Generation von Libyern verbrachte Idris immer mehr Zeit in seinem Palast in Tobruk nahe der britischen Militärbasis. Im Juni 1969 verließ der König das Land zur Erholung und ärztlichen Behandlung in Griechenland und der Türkei und bestimmte Kronprinz Hasan Rida zum Regenten.

### Putsch und Ende der Monarchie

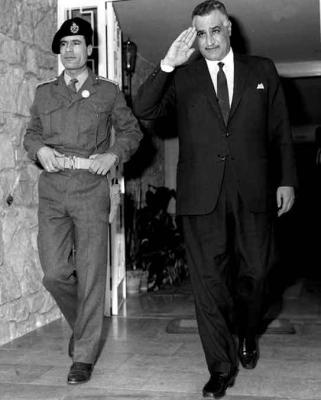
Muammar al-Gaddafi mit seinem Idol Gamal Abdel Nasser (1969)

König Idris hatte bereits am 4. August 1969 eine Abdankungserklärung zugunsten seines Neffen, des Kronprinzen Hasan Rida, abgegeben, die am 2. September in Kraft treten sollte. Idris befand sich außer Landes. Diese Machtlücke nutzten Offiziere unter der Führung von Muammar al-Gaddafi, putschten gegen die Regierung und beseitigten die Monarchie. Damit kamen sie der für den nächsten Tag geplanten Machtübergabe an Hasan zuvor. Die Revolutionäre verhafteten den Generalstabschef der Armee und den Sicherheitschef des Landes.
Nach der Abschaffung der Verfassung und der Monarchie am 1. September 1969 wurde die Libysche Arabische Republik gegründet.
Idris I. blieb mit Hasan Rida, der im türkischen Exil zum König gekrönt wurde, zunächst in der Türkei, ging später nach Griechenland und danach gemeinsam mit seiner Frau Fatima ins Exil nach Kairo, wo er 1983 mit 93 Jahren verstarb. Hasan Rida, der am 26. Oktober 1956 zum Kronprinzen ernannt wurde, kehrte nach Libyen zurück und wurde unter Hausarrest gestellt. 1992 reiste er mit seinem Sohn Muhammad Rida nach London aus, wo er am 28. April 1992 verstarb. Muhammad Rida wird von den königstreuen Exillibyern als legitimer Herrscher betrachtet, bezeichnet jedoch selbst die Wiederherstellung der Monarchie nicht als oberste Priorität und strebt ein Referendum zur zukünftigen Staatsform Libyens an. Königin Fatima verstarb am 3. Oktober 2009 in Kairo.

## Nachwirkungen

### Bürgerkrieg von 2011

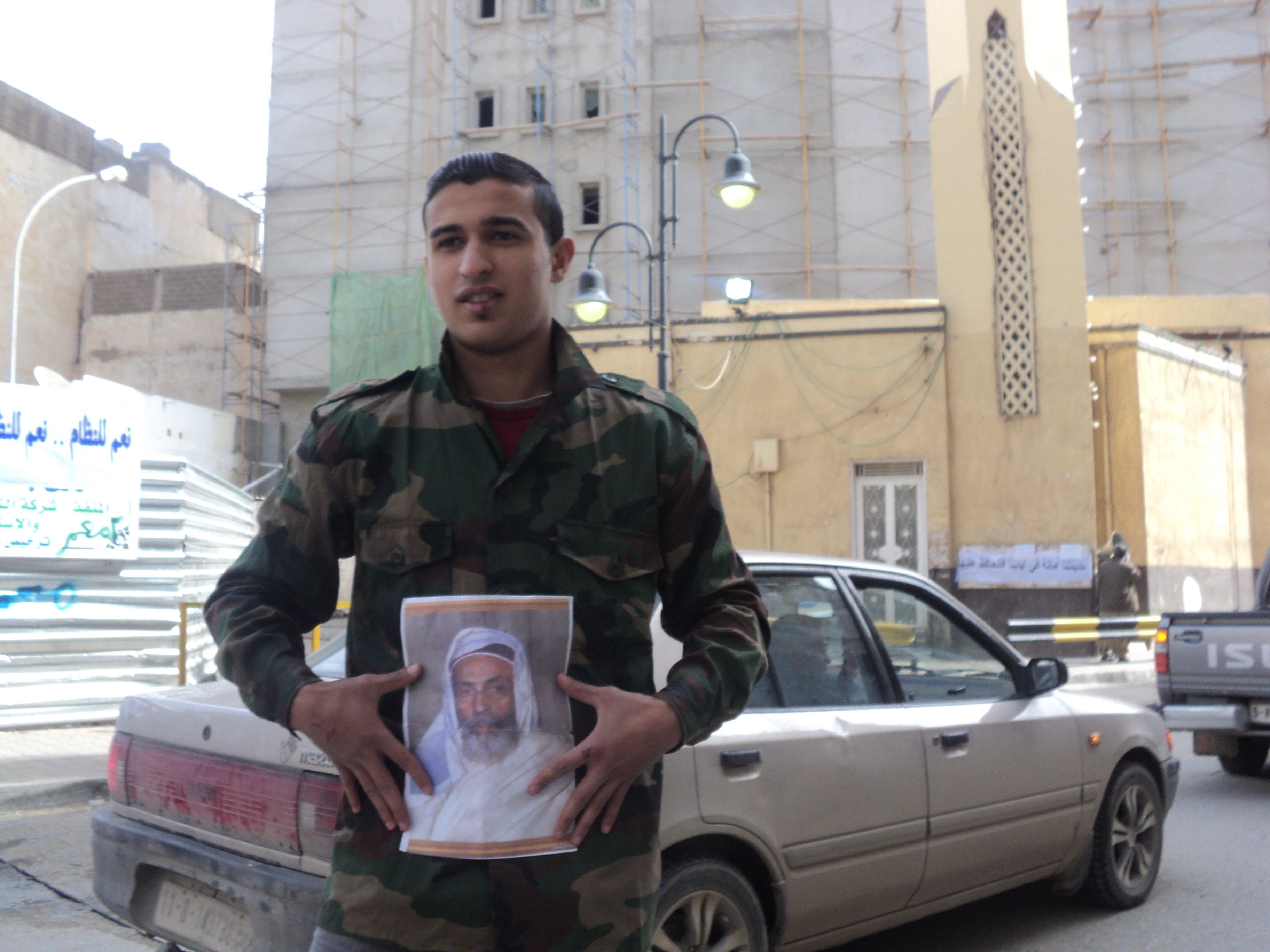
Ein junger Bewohner von Benghazi mit einem Foto von König Idris während des Bürgerkrieges 2011.

Obwohl der König und der Kronprinz im Exil starben und die meisten Libyer nach dem Ende der Monarchie geboren wurden, nahm die Beliebtheit der Sanusiya-Dynastie während des Aufstandes von 2011 zu, vor allem im Herkunftsgebiet Kyrenaika. So benutzen Demonstranten die alte Trikolore, zeigen Porträts von König Idris und spielten die damalige Nationalhymne Libya, Libya, Libya. Idris al-Senussi, ein Thronprätendent der Sanusiya-Dynastie, erklärte seine Bereitschaft, nach dem Ende der Gaddafi-Regierung nach Libyen zurückzukehren. Mohammed al-Senussi, der ebenfalls Anspruch auf den Thron erhebt, sagte zu einer möglichen Rückkehr nach Libyen, dass die Sanusiya-Dynastie im Dienst des libyschen Volkes stehe. Auf die Frage nach der Wiederherstellung der Monarchie erklärte er, er stehe im Dienste des libyschen Volkes und die Libyer sollten entscheiden, was sie möchten.

## Regierung
Das Vereinigte Königreich von Libyen war als konstitutionelle Erbmonarchie organisiert, in dem die legislative Gewalt beim König und dem Parlament lag.

### König

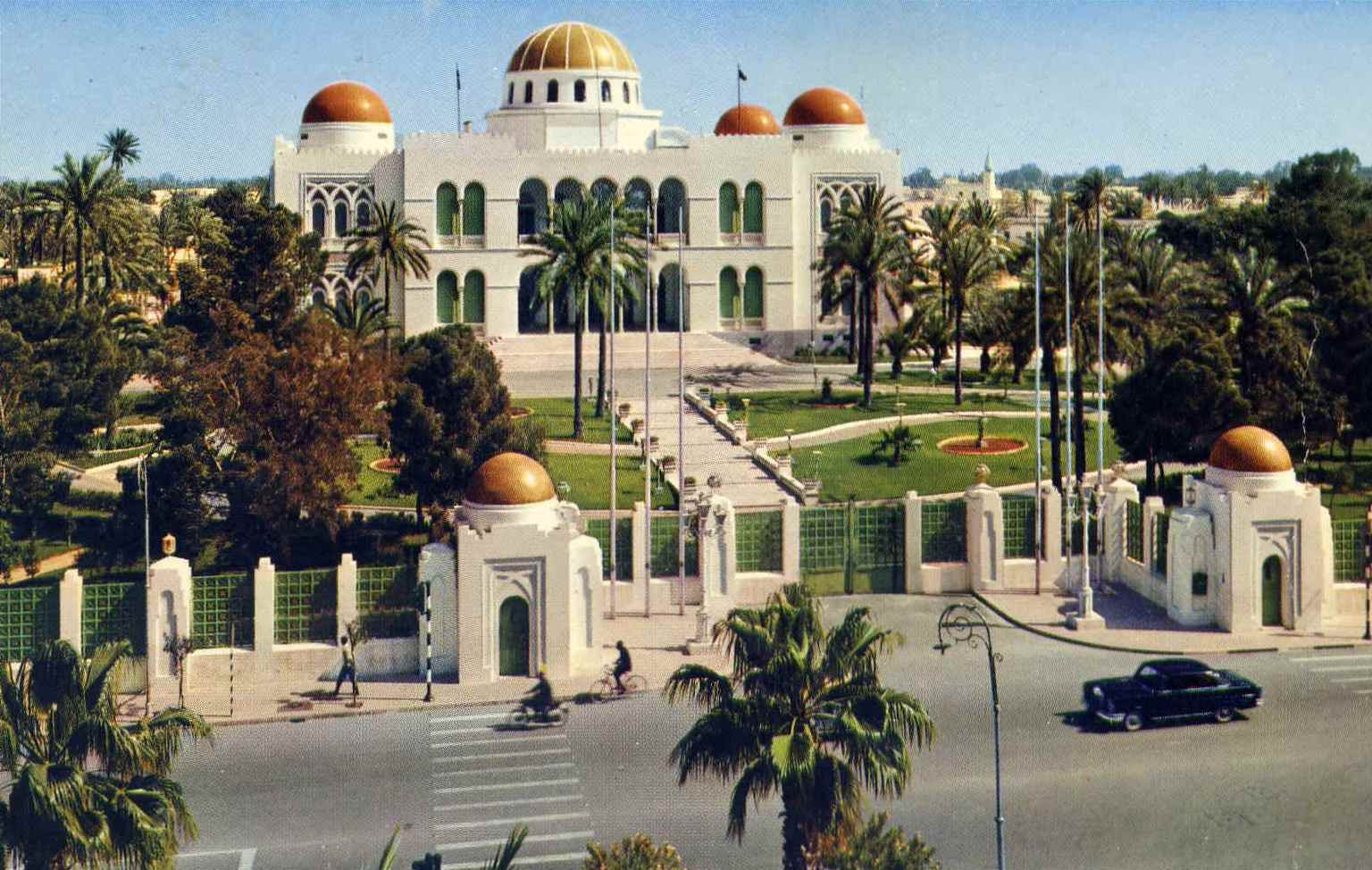
Königlicher Palast in Tripolis

Nach der Verfassung war der König das Staatsoberhaupt und hatte die Befehlsgewalt über die Streitkräfte des Landes. Vor dem Erhalt der verfassungsgemäßen Befugnisse musste der König vor dem Senat und dem Repräsentantenhaus einen Eid auf die Verfassung ablegen. Alle Gesetze musste nach der Verabschiedung durch das Parlament vom König unterzeichnet werden. Der König war außerdem für die Eröffnung und Schließung der Parlamentssitzungen verantwortlich sowie für die Einhaltung der Verfassung durch das Abgeordnetenhaus.

### Ministerrat

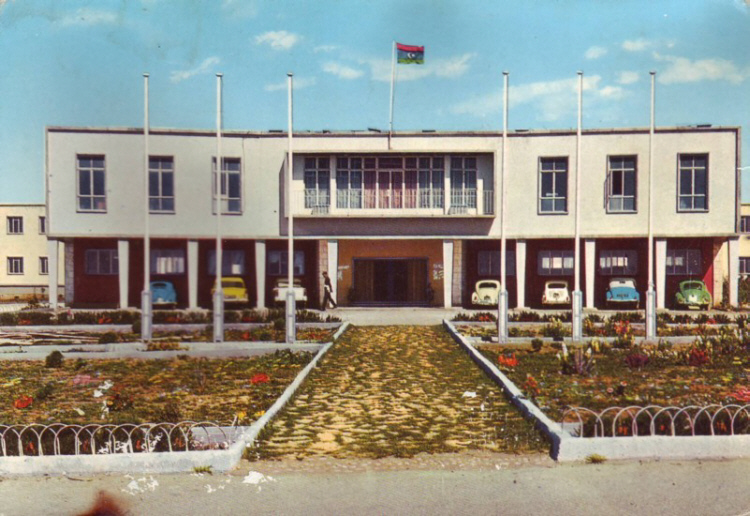
Sitz des Ministerpräsidenten in Al-Baida (1965)

Der König ernannte und entließ den Ministerpräsidenten sowie die Minister auf Anraten des Ministerpräsidenten. Der Ministerrat war für die Außen- und Innenpolitik des Landes zuständig und dem Abgeordnetenhaus gegenüber rechenschaftspflichtig. Sobald ein Ministerpräsident aus seinem Amt entlassen wurde, wurden seine Aufgaben vom Ministerrat übernommen.

## Parlament

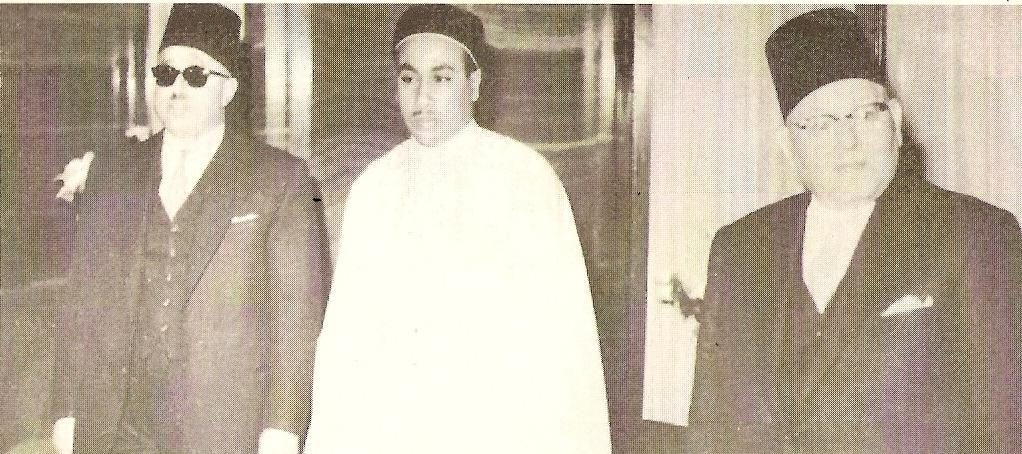
Kronprinz Hasan (Mitte), zu seiner Linken Ministerpräsident Abd al-Madschid Kubar und Taher Bakeer, Gouverneur von Tripolitanien

Das Parlament bestand aus dem Senat und dem Repräsentantenhaus, die jeweils gleichzeitig zusammentraten.
Der Senat setzte sich aus 24 Ministern zusammen, die vom König ernannt wurden. Die Ministerposten waren Libyern vorbehalten, die mindestens 40 Jahre alt waren. Der König ernannte den Senatspräsidenten, während der Senat zwei Vizepräsidenten wählte, die der König anschließend in das Amt einführte. Der Senatspräsident und die beiden Vizepräsidenten wurden jeweils für zwei Jahre ernannt. Nach dem Ende der Amtszeit des Senatspräsidenten konnte der König den Amtsinhaber erneut für eine Amtszeit oder eine andere Person ernennen, während die Vizepräsidenten vom Senat wiedergewählt werden konnten. Die Amtszeit der Senatoren betrug acht Jahre, die anschließend nicht verlängert werden konnte, jedoch war später eine erneute Amtszeit möglich. In der Regel wurde die Hälfte der Senatorenposten alle vier Jahre neu besetzt.
Mitglieder des Abgeordnetenhauses wurden durch das allgemeine Wahlrecht nach der Verfassungsänderung vom 25. April 1963, in der Frauen das Wahlrecht erhielten, gewählt. Die Zahl der Abgeordneten im Haus wurde nach der Grundlage bestimmt, dass auf 20.000 Bürger ein Abgeordneter kam. Die Wahlen wurden alle vier Jahre abgehalten, nachdem das Parlament aufgelöst wurde. Die Abgeordneten waren für die Wahl eines Vorsitzenden und zwei Stellvertretern verantwortlich.

## Verwaltung

### Provinzen

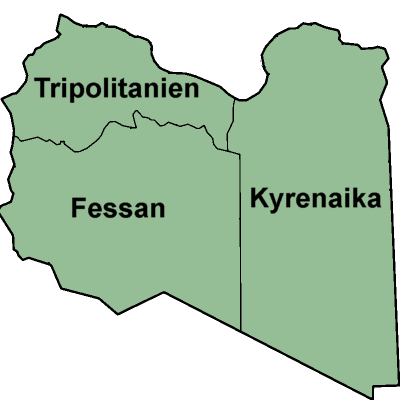
Provinzen vor 1963

Nach der Unabhängigkeit bestand das Königreich bis 1963 aus den drei autonomen Provinzen Tripolitanien, Kyrenaika und Fessan, welche die drei historischen Provinzen sind.
| Provinz       | Hauptstadt | Fläche      |
| ------------- | ---------- | ----------- |
| Tripolitanien | Tripolis   | 353.000 km² |
| Kyrenaika     | Bengasi    | 855.370 km² |
| Fessan        | Sabha      | 551.170 km² |

### Neuordnung von 1963

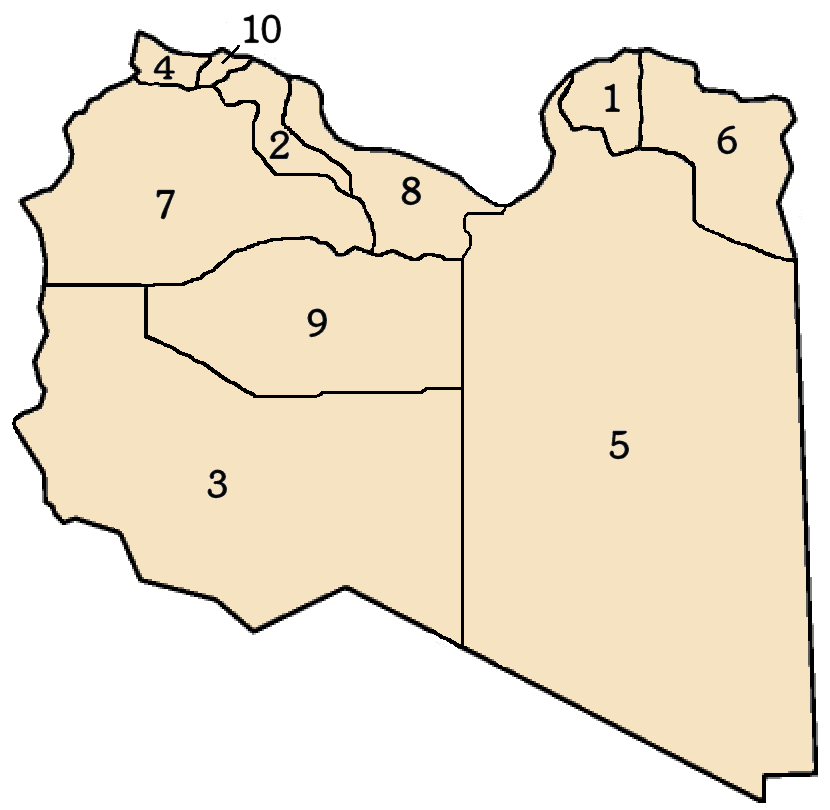
Provinzen nach 1963

Nach der Verfassungsänderung von 1963 wurden die drei Provinzen aufgelöst und zehn neue Provinzen gegründet.
1. Al-Baida, vorher Teil von Kyrenaika
2. Al Khums, vorher Teil von Tripolitanien
3. Awbari, vorher Teil von Fessan
4. Az Zawiyah, vorher Teil von Tripolitanien
5. Bengasi, vorher Teil von Kyrenaika
6. Darnah, vorher Teil von Kyrenaika
7. Gharyan, vorher Teil von Fessan und Tripolitanien
8. Misratah, vorher Teil von Tripolitanien
9. Sabhah, vorher Teil von Fessan
10. Tarabulus, vorher Teil von Tripolitanien